# Veicolo Tattico Medio Multiruolo
Il Veicolo tattico medio multiruolo - VTMM, (anche noto come Multi-role Medium Tactical Vehicle - MMTV o KMW Grizzly o MPV - Multi Purpose Vehicle), è un mezzo blindato medio di nuova generazione prodotto dalla tedesca Krauss-Maffei Wegmann e dall'italiana Iveco Defence Vehicles di Bolzano.
I principali operatori sono l'Esercito Italiano e l'Esercito tedesco. Mentre l'Italia punta sul modello 4x4 prodotto dalla Iveco, la Germania punta sulla versione 6x6 o 8x8, prodotto dalla Krauss-Maffei Wegmann, che ha dato il nome Grizzly a questa versione del veicolo; è stata realizzata anche una versione anfibia sviluppata dalla Iveco in collaborazione con la BAE Systems.
Il veicolo può essere utilizzato nei ruoli trasporto truppe, ambulanza, trattore d'artiglieria e posto comando.

## Esercito Italiano
Il Veicolo Tattico Medio Multiruolo (VTMM) "Orso" è stato sviluppato in varie versioni. Tra queste, la configurazione Advanced Combat Reconaissance Team (ACRT) prevede sensori ed attrezzature per la ricerca e la rimozione di ordigni esplosivi improvvisati negli initinerari stradali percorsi da convogli militari. Nelle attività di ricognizione e bonifica di itinerari il personale ha la possibilità di operare dall'interno del veicolo. In questa configurazione il veicolo può essere equipaggiato con torretta Hitrole a controllo remoto con mitragliatrici da 7,62 o da 12,7 o lanciagranate da 40 mm Mk 19.
I ruoli del VTMM nell’Esercito Italiano spaziano tra i seguenti:
- Genio Esplorazione ACRT (Advanced Combat Engineer Reconnaisance Team)
- Genio EOD/IEDD (Explosive Ordnance Disposal e Improvised Explosive Device Disposal)
- Guerra elettronica
- Posto Comando
- Comunicazioni
- Traino obici leggeri
- Supporto Logistico
- Ambulanza

## Esportazione
Iveco si è aggiudicata una commessa dal Libano del valore di 30 milioni di euro per la fornitura di 80 veicoli per le forze armate e le forze di polizia tra cui 25 LMV Lince, 5 MPV Orso e 10 6X6 VBTP; per l'MPV/VTMM "Orso" è la prima notizia ufficiale di esportazione, mentre per il VBTP è il primo caso di esportazione di questo mezzo fuori dal Sudamerica.

## Galleria d'immagini

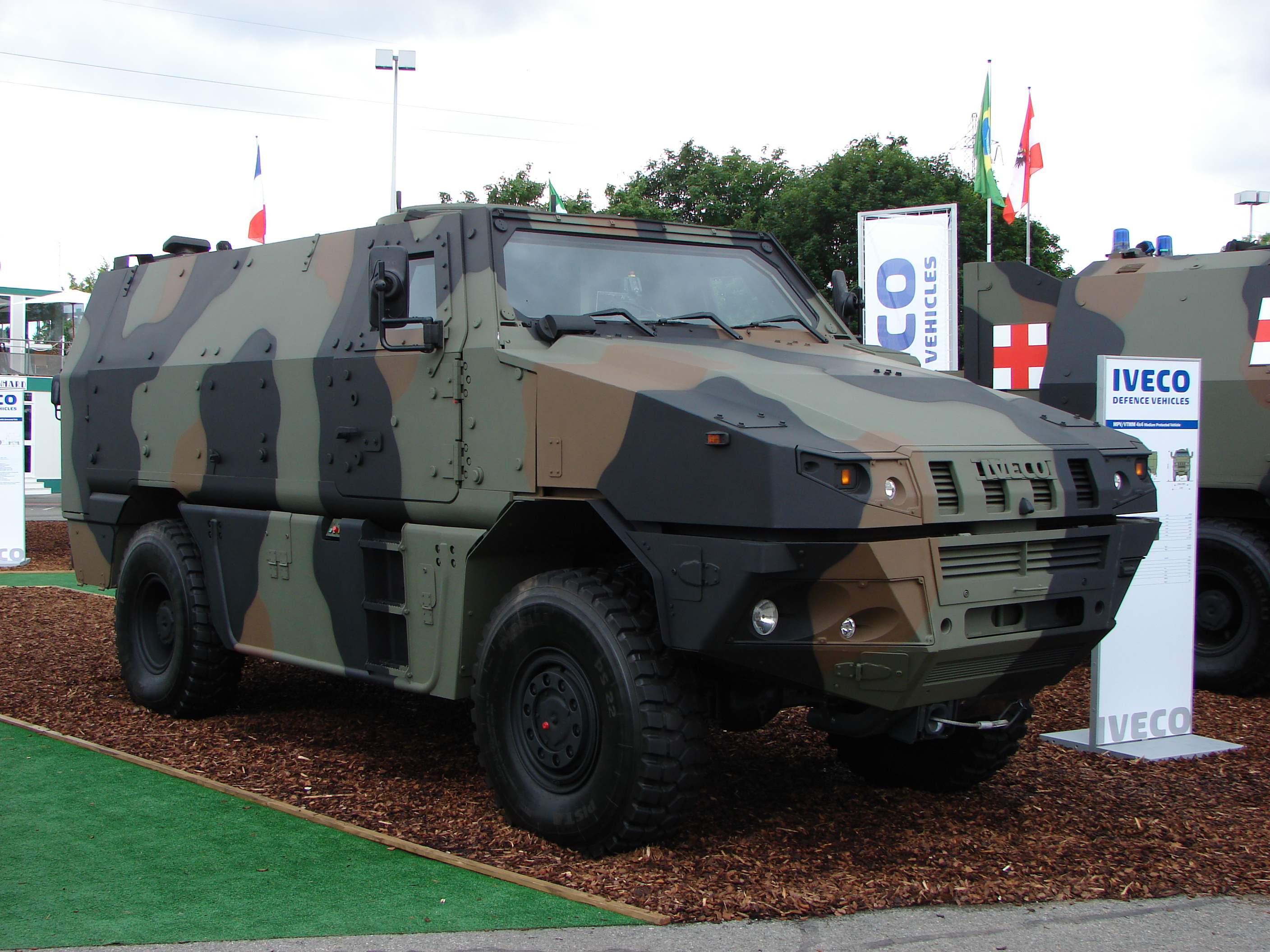
La versione Iveco 4x4 del VTMM "Orso"
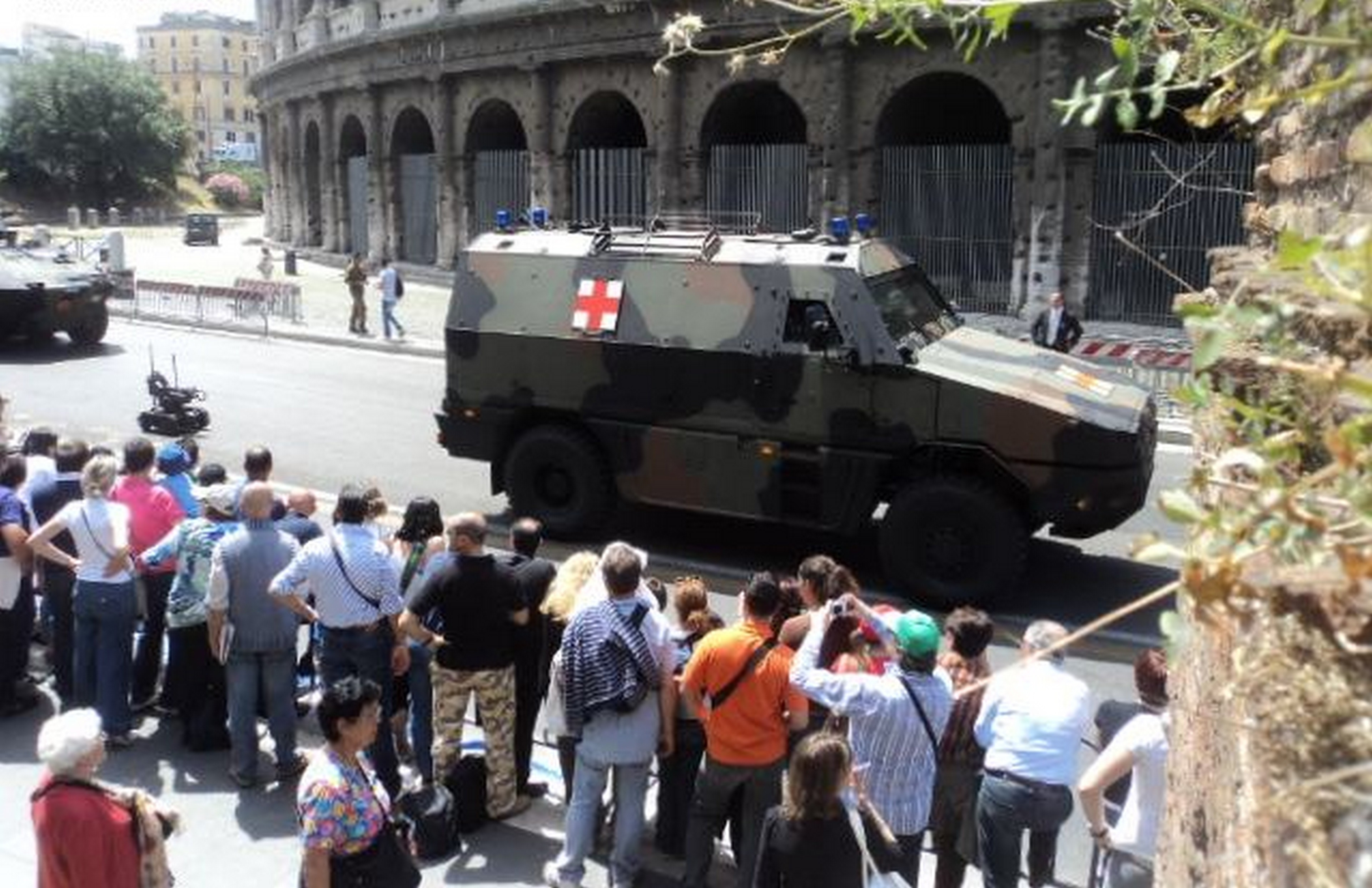
VTMM dell'Esercito Italiano in parata nel 2011
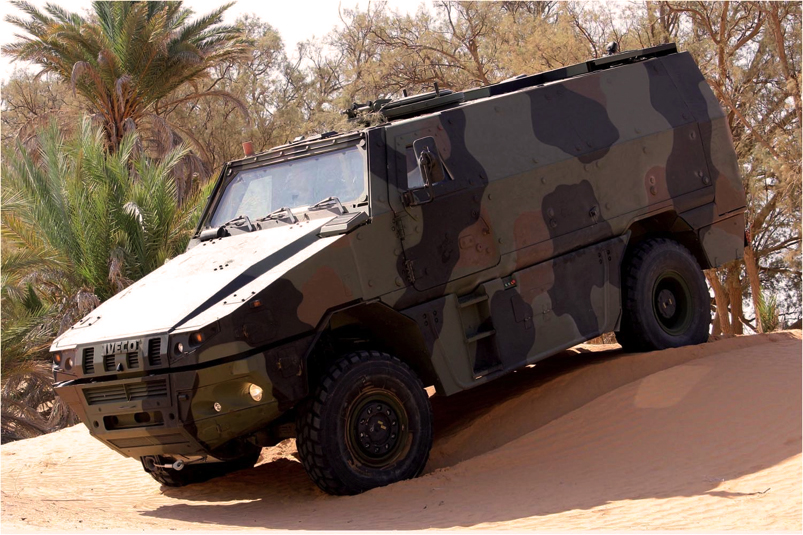
VTMM dell'Esercito Italiano